# Le Renard et l'Enfant
Pour plus de détails, voir Fiche technique et Distribution.
Le Renard et l'Enfant est un film français réalisé par Luc Jacquet, sorti en 2007.
Deuxième long métrage cinématographique de Luc Jacquet après La Marche de l'empereur, ce film est sa première fiction. Bertille Noël-Bruneau interprète le rôle principal de la petite fille qui fait la rencontre d'un renard.

## Synopsis

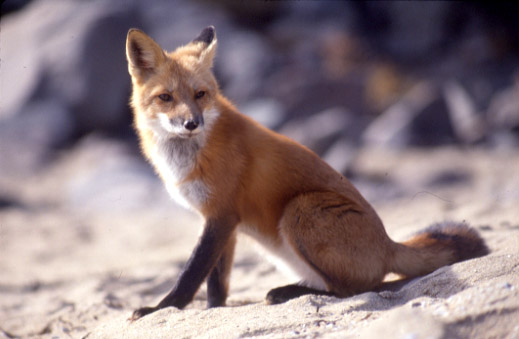
Après les manchots dans La Marche de l'empereur, Luc Jacquet fait du renard (ici un Vulpes vulpes) l'un des héros de son deuxième long métrage.
(photo non extraite du film)

Une mère raconte à son fils un épisode de son enfance.
Lors d'une promenade un matin d'automne, alors qu'elle était une petite fille d'une dizaine d'années, elle aperçoit un renard. Immédiatement fascinée par cet animal, elle oublie toute sa peur. Elle passe alors son temps à le retrouver et tenter de l'avoisiner. La fillette et le renard se lient progressivement d'amitié, malgré la nature mystérieuse et farouche de l'animal. La petite fille vit ainsi une aventure qui modifiera sa vie et son attitude vis-à-vis de la nature.

## Fiche technique

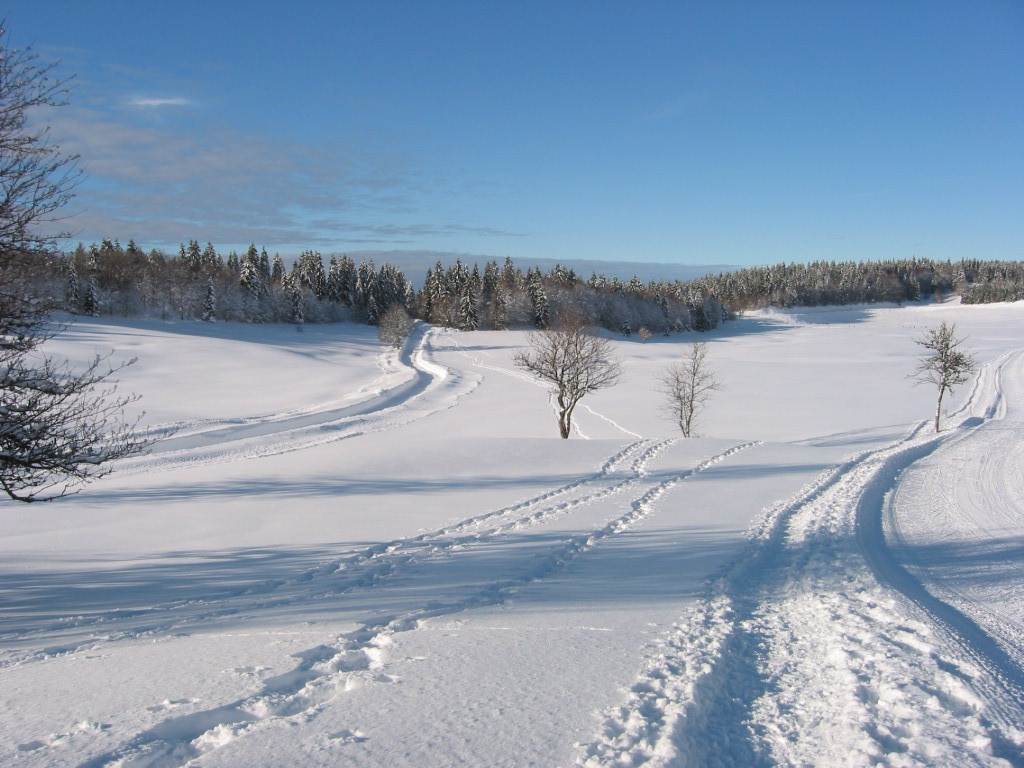
Le plateau de Retord (Ain), lieu de tournage principal du film.
(photo non extraite du film)

- Titre original : Le Renard et l'Enfant
- Réalisation : Luc Jacquet
- Scénario et adaptation : Luc Jacquet et Éric Rognard, d'après une histoire originale de Luc Jacquet[1]
- Musique :
  - Composition : Evgueni Galperine, Alice Lewis et David Reyes
  - Orchestration : Hervé Jamet et David Reyes
- Photographie : Éric Dumage, Gérard Simon et François Royet pour la partie fiction, Jérôme Maison, Jérôme Bouvier et Cyril Barbançon pour les plans documentaires animaliers[1]
- Montage : Sabine Emiliani
- Décors : Marc Thiébault
- Costumes : Pascale Arrou[1]
- Son : Jean-Baptiste Benoit et Adrien Roch
  - Design sonore et supervision du montage son : Laurent Quaglio et Germain Boulay
  - Mixage son : Gérard Lamps[1]
- Responsable animalier : Pascal Tréguy
- Dressage des renards : Marie-Noëlle Baroni
- Production : Yves Darondeau, Emmanuel Priou et Christophe Lioud
- Sociétés de production : Bonne Pioche et France 3 Cinéma
en association avec Wild Bunch, avec la participation de Canal+ et avec le support du Conseil général de l'Ain
- Société de distribution : Walt Disney Studios Motion Pictures (France), Wild Bunch (ventes internationales)
- Budget : environ 13 millions de dollars[2]
- Pays d'origine :  France
- Langue originale : français
- Format : couleur - 35 mm
- Durée : 92 minutes

- Dates de sortie et traductions du titre :
  - France : 28 novembre 2007 (première au Grand Rex), 12 décembre 2007 (sortie nationale)
  - Belgique : 12 décembre 2007
  - Allemagne : 27 décembre 2007 (titre allemand : Der Fuchs und das Mädchen)
  - Lettonie : 28 décembre 2007
  - Finlande : 8 février 2008 (titre finnois : Tyttö ja kettu)
  - Pays-Bas : 14 février 2008
  - États-Unis : 29 février 2008 (titre anglais : The Fox & the Child)
  - Norvège : 7 mars 2008 (titre norvégien : Reven og jenta)
  - Italie : 21 mars 2008 (titre italien : La volpe e la bambina)
  - Hongrie : 3 avril 2008 (titre hongrois : A róka és a gyerek)
  - Turquie : 4 avril 2008 (titre turc : Arkadasim tilki)
  - Grèce : 17 avril 2008 (titre grec : To paidi kai i alepou)
  - Estonie : 9 mai 2008 (titre estonien : Rebane ja laps)
  - Pologne : 16 mai 2008 (titre polonais : Mój przyjaciel lis)
  - Hong Kong : 7 août 2008 (titre chinois : 狐狸小姐你好嗎)
  - Royaume-Uni : 8 août 2008 (titre anglais : The Fox & the Child)
  - Russie : 4 septembre 2008 (titre russe : Девочка и лисёнок)
  - Singapour : 11 septembre 2008
  - Suède : 17 octobre 2008 (titre suédois : Flickan och räven)
  - Danemark : 31 octobre 2008
  - Espagne : 7 novembre 2008 (titre espagnol : La niña y el zorrito)
  - Japon : 10 janvier 2009 (titre japonais : きつねと私の１２か月 Kitsune to watashi no jūni kagetsu)
  - Islande : 16 janvier 2009
  - Roumanie : 17 avril 2009
  - Australie : 9 juillet 2009 (titre anglais : The Fox and the Child)
  - Mexique : 21 août 2009 (titre espagnol : La niña y el zorrito)

- Dates de sortie en vidéo :
  -  France : 15 octobre 2008 (DVD) ; 19 novembre 2008 (Blu-ray)

## Distribution

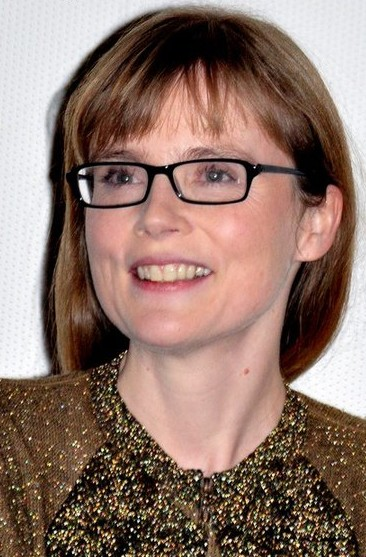
Isabelle Carré (ici en 2010), narratrice et interprète du film.

- Bertille Noël-Bruneau : la petite fille
- Isabelle Carré : narratrice et petite fille devenue adulte
- Thomas Laliberté : fils de la petite fille devenue adulte
- Titus, Max et Swannie : les principaux renards « acteurs »[3]

- Narratrices dans les versions étrangères :
  - en allemand : Esther Schweins[4]
  - en anglais : Kate Winslet[5]
  - en italien : Ambra Angiolini[6]

## Autour du film

### Genèse et tournage du film
Le Renard et l'Enfant se situe dans la même démarche écologique que La Marche de l'empereur. Après son film oscarisé, Luc Jacquet voulait se focaliser sur ce qu'il appelle la « zone de contact entre l'homme et la nature ». Il avait également envie de mettre en scène un renard dans un film, car il se dit fasciné par cet animal « libre, insoumis, qui est aussi l'un des premiers héros de la littérature française »,. Ce projet est ainsi plus ancien que la réalisation de La Marche de l'empereur car Jacquet considère que « c'est le fruit de 40 ans de réflexion personnelle sur les liens qui nous unissent aux animaux ». Au fil de ses réflexions sur ce projet, le réalisateur se souvient d'une expérience personnelle marquante, celle d'une rencontre avec un renard lorsqu'il était enfant,. Si ce souvenir ne constitue pas le point de départ du projet, il devient dès lors l'inspiration première du scénario. La première scène du film reprend ainsi ce que Luc Jacquet a réellement vécu. L'histoire du film s'inspire également d'un extrait du Petit Prince de Saint-Exupéry,.
Jacquet a toutefois décidé de remplacer le petit garçon qu'il était par une petite fille dans le film, considérant que cela apporterait plus d'« émotion » et de « douceur » et « contrebalançait le côté aventureux du récit ». La jeune actrice Bertille Noël-Bruneau a été choisie parmi 800 candidates rencontrées par la directrice de casting Maguy Aimé, qui l'avait déjà repérée pour l'un des rôles principaux de La Petite Chartreuse (2005),. Luc Jacquet précise qu'il n'avait pas eu, au départ, l'intention de chercher une fille dont les cheveux roux correspondraient à la fourrure du renard.

Le film a été tourné sur le plateau de Retord (Ain), que le réalisateur connaît bien pour y avoir passé son enfance, ainsi que dans les Abruzzes, en Italie. Initialement, Luc Jacquet n'avait pas envisagé de tourner dans l'Ain et avait envoyé un assistant faire des repérages dans de nombreux pays européens, avant de se rendre compte que l'Ain lui offrait de nombreux éléments nécessaires au film. Certaines scènes ont même été tournées à 500 m du domicile de Luc Jacquet. Le film a nécessité un mélange de techniques de tournage, entre fiction et documentaire, et Luc Jacquet a gardé la liberté d'improviser des plans en fonction de ce que la nature lui offrait lors du tournage. Jérôme Maison a commencé à filmer les premiers plans de nature en Italie, alors que Luc Jacquet était à Hollywood pour recevoir son Oscar pour La Marche de l'empereur. Une équipe a en effet tourné des plans documentaires pendant six mois afin d'observer les renards des Abruzzes à l'état sauvage, de s'habituer à leur comportement et d'alimenter le scénario qui s'écrivait alors en parallèle. C'est ensuite dans l'Ain que la fiction a été tournée, avec un total de trente semaines réparties sur les quatre saisons. Certaines séquences ont nécessité une très grande patience : cinq jours ont par exemple été nécessaires pour filmer, avec la lumière souhaitée, le lever de soleil tel qu'on le voit au générique. D'autres ont réservé des surprises : alors qu'une scène était prévue avec un renard apprivoisé (celle où la petite fille tente d'apprivoiser le renard avec une cuisse de poulet), un renard sauvage est apparu par hasard et la scène a été tournée avec lui.
Pascal Tréguy, responsable animalier du film, a eu pour tâche de chercher les différents animaux mentionnés dans l'histoire (de la salamandre à l'ours), et notamment des renards ayant l'habitude de côtoyer des êtres humains. Il a alors rencontré Marie-Noëlle Baroni, qui vit avec des renards et travaille avec eux sur des spectacles pour enfants. Plusieurs renards ont été utilisés pour le rôle de « Titou », à la fois des renards sauvages filmés en Italie, des renards « acteurs » et quelques faux renards pour certains plans. Le choix des renards dépendait de la scène à tourner, les plus âgés étant par exemple plus pertinents pour les plans de rencontre et de contact avec la petite fille. Titus, un des renards apprivoisés par Marie-Noëlle Baroni ayant joué dans le film, est mort quelques mois après la sortie du film, le 17 mars 2008, à l'âge très avancé de 12 ans. Le film a obtenu un visa de la Fondation 30 millions d'amis pour avoir respecté les 36 points de sa charte sur le traitement des animaux lors des tournages,.

### Commentaires et analyses
L'histoire du film prend la forme d'un conte pour lequel Luc Jacquet n'a pas souhaité reproduire la nature telle qu'elle existe réellement. En tournant dans plusieurs lieux, il a ainsi créé « un paysage idéal en juxtaposant des petits bouts de nature issus de lieux souvent très éloignés les uns des autres ». En adoptant les points de vue d'un enfant et d'un renard, le réalisateur a également voulu transmettre son propre émerveillement face à la nature,.
Pour Isabelle Carré, ce film laisse aux enfants « le temps d'imaginer, [...] de rêver », contrairement à de nombreux films d'animation qui leur sont adressés.

### Accueil du film

#### Accueil critique
En France, la critique est plutôt positive mais modérément enthousiaste. Le site AlloCiné propose une moyenne de 3,6/5 à partir d'une interprétation de 19 critiques.
Le film est assimilé à « un véritable antidépresseur » dans Elle, à « un bol d'air et d'amour pur » dans Le Parisien et, dans Libération, à « une bouffée d'air pur et d'idéalisme des alpages à respirer à pleins poumons, éventuellement comme antidote à la fièvre de consommation de la fin de l'année ». Eliane Patriarca, dans Libération, qualifie également le film de « conte champêtre, empreint de l'évidente passion de Jacquet pour le monde sauvage » et d'un « monde à la fois fantastique et réel » dont elle salue les paysages « splendides » et la « rareté des dialogues » qui « nous plongent d'emblée dans une humeur contemplative ». Selon elle, « le film évite le piège de la mièvrerie » malgré « une musique omniprésente » et « quelques plans artificiels embellissant une nature qui n'en a vraiment pas besoin ». Christophe Narbonne, pour Première, évoque « un véritable choc visuel et émotionnel » et qualifie le film de « passeport pour l'évasion et la réflexion ». Viviane Pescheux, dans Télé 7 jours, compare le film à « un conte moral très prenant, véritable enchantement pour petits et grands », qu'elle situe « entre Saint-Exupery et Lewis Carroll ».
En revanche, même s'il souligne la beauté du film, Antoine Hégault regrette, dans Les Inrockuptibles, « la joliesse forcée des paysages truqués (numériquement) » car « aimer la nature, c’est peut-être aussi en accepter la laideur, ou du moins la banalité », qualifiant en outre le film de « communion Herta avec la nature », référence ironique aux publicités de la marque de produits agroalimentaires. D'autres critiques sont moins négatives mais mitigées. Aurélien Ferenczi considère, dans Télérama, que « l'intérêt du film baisse au fur et à mesure que l'héroïne amadoue la bestiole », regrettant des dérives d'« anthropomorphisme » et de « mièverie », tout en concluant que « le contrat, divertissement à l'ancienne au goût du jour écolo, est cependant rempli ». Dans Le Monde, Thomas Sotinel parle d'un « film à deux faces, l'une plutôt émouvante, l'autre un peu agaçante », regrettant notamment « les procédés des films animaliers de Disney, avec leur dramatisation naïve de la vie quotidienne dans la nature ».

#### Accueil du public

##### Box-office
Box Office Mojo rapporte 29 610 210 $ de recettes mondiales, dont 20 686 126 $ due à l'exploitation en France. Le site ne donne toutefois aucun chiffre sur l'exploitation aux États-Unis alors qu'il y a été distribué.
Selon l'Observatoire européen de l'audiovisuel, le film a totalisé 3 182 791 entrées sur les 36 États européens membres de l'OEA, dont 1 839 580 en France, 414 359 en Italie, 378 100 en Allemagne, 126 733 au Royaume-Uni et 78 157 en Espagne. Le site Cinefeed.com mentionne en revanche un total de 2 270 458 entrées en France dont 312 000 sur Paris ; le site évoque aussi le chiffre de 466 488 entrées pour la première semaine d'exploitation avec 703 copies.

##### Avis des spectateurs
Sur plusieurs sites web à travers le monde, Le Renard et l'Enfant obtient un accueil public modérément positif, avec des moyennes généralement situées entre 6 et 7/10 (ou équivalents).
| Site web     | Pays d'origine du site | Situation au 21 mars 2012 | Situation au 21 mars 2012 | Situation au 21 mars 2012 |
| Site web     | Pays d'origine du site | Note moyenne              | Nombre de votes           | Commentaires |
| ------------ | ---------------------- | ------------------------- | ------------------------- | --- |
| IMDb         | États-Unis             | 6,9/10                    | 1 387                     | IMDb utilise un système de moyenne qui lui est propre. Le site indique néanmoins la moyenne arithmétique, 7,2, et la note médiane, 7. D'autre part, 14,6 % des votants ont attribué la note maximale et IMDb indique que la majorité des votants (1 087) ne sont pas américains, avec une note moyenne de 6,8/10 contrairement à 6,6/10 pour les 112 votants américains. |
| Filmstarts   | Allemagne              | 3,2/5                     | 1 140                     | |
| AlloCiné     | France                 | 3,3/5                     | 4 304                     | 33 % des votants ont attribué la note maximale. |
| Kinopoisk    | Russie                 | 7,6/10                    | 6 598                     | 32,4 % des votants ont attribué la note maximale. |
| Filmweb      | Pologne                | 6,6/10                    | 1540                      | |
| FilmAffinity | Espagne                | 6/10                      | 592                       | Ce site est en espagnol et en anglais. |
| Moviepilot   | Allemagne              | 6,8/10                    | 110                       | |

#### Distinctions et sélections
Aux États-Unis, le film a obtenu deux nominations aux Young Artist Awards 2008, :
- Meilleure jeune actrice dans un film international ("Best Performance in an International Feature Film - Leading Young Performer") pour Bertille Noël-Bruneau
- Meilleur film international ("Best International Feature Film")

En Italie, le doublage du film a obtenu une récompense aux Prix Leggio d'oro 2008 :
- Prix de la meilleure révélation vocale ("Premio voce rivelazione") pour Ambra Angiolini pour le doublage de la narration italienne du film[43]

En France, le film a obtenu une nomination :
- Prix Lumières 2009 : meilleur espoir féminin pour Bertille Noël-Bruneau

Le Renard et l'Enfant a en outre été sélectionné dans plusieurs festivals :
- Festival du film français de Tel-Aviv 2008
- Festival du film francophone de Grèce 2008
- Festival du film de Sydney 2009

## Produits dérivés
Livres
- Florence Reynaud, Le Renard et l'Enfant, Hachette, 2007  (ISBN 2-0120-1502-6)
- Luc Jacquet, Le Renard et l'Enfant, illustrations par Frédérick Mansot, Hachette Jeunesse, 2007  (ISBN 2-0122-5629-5)
- Luc Jacquet, Éric Caro et Pascal Chantier, Le Renard et l'Enfant, Hachette Jeunesse, 2007  (ISBN 2-0122-6040-3)
- Luc Jacquet, Le Renard et l'Enfant, Hachette Jeunesse, 2007  (ISBN 2-0122-6042-X)
- Promenons-nous dans les bois : La vie des animaux dans "Le Renard et l'Enfant", Hachette Jeunesse, 2007  (ISBN 2-0122-6041-1)

Vidéos
- Le Renard et l'Enfant, Buena Vista Home Entertainment, 15 octobre 2008, DVD (région 2).
- Le Renard et l'Enfant, Buena Vista Home Entertainment, 15 octobre 2008, DVD édition « collector » (région 2).
- La Marche de l'empereur / Le Renard et l'Enfant, Buena Vista Home Entertainment, 15 octobre 2008, coffret 2 DVD (région 2).
- Le Renard et l'Enfant, Buena Vista Home Entertainment, 10 juin 2009, Blu-ray (région B).

Bande originale
- Le Renard et l'Enfant (Bande originale du film), V2 Music, Warner Music France